# Tetanocera gracilior
Tetanocera gracilior är en tvåvingeart som beskrevs av Stackelberg 1963. Tetanocera gracilior ingår i släktet Tetanocera och familjen kärrflugor. Inga underarter finns listade i Catalogue of Life.